# Socialisme national
Ne doit pas être confondu avec National-socialisme.
 (novembre 2021).
Si vous disposez d'ouvrages ou d'articles de référence ou si vous connaissez des sites web de qualité traitant du thème abordé ici, merci de compléter l'article en donnant les références utiles à sa vérifiabilité et en les liant à la section « Notes et références ».
 (décembre 2021).
Le socialisme national est une branche du socialisme qui adopte une forme politique transversale faisant référence à la combinaison du socialisme avec la défense de l'identité nationale. Le terme est en opposition avec l'internationalisme marxiste et s'applique généralement à certaines variantes non marxistes du socialisme.
Cette position a inspiré des réalités politiques très diverses telles que le Parti Baas de Michel Aflak, le Parti socialiste unifié du Venezuela, le Parti justicialiste de Juan Domingo Perón ou encore le strasserisme.

## Idéologie
Ceux qui parlent ouvertement du socialisme national associent socialisme et nationalisme, qualifiant parfois cette position politique de «national-révolutionnaire», par opposition au capitalisme de laissez-faire et à l'internationalisme marxiste.
Cette idéologie reprend des éléments de la pensée du nationalisme social d'Enrico Corradini, du syndicalisme révolutionnaire de Georges Sorel et du socialisme patriotique de Carlo Pisacane.
Si le socialisme national est plutôt associé à des mouvements anticapitalistes et tercéristes classés à l'extrême droite sur l'échiquier politique, certains mouvements de gauche peuvent aussi être associés à ce courant du socialisme (nassérisme, sandinisme, péronisme révolutionnaire, castrisme, etc.).

## Histoire
Cette branche du socialisme s'est développée au départ en Italie lors du Risorgimento, comme expression du nationalisme démocratique mazzinien, représentée avant tout par la pensée de Carlo Pisacane. Après l'unification de l'Italie, de nombreux socialistes italiens, parmi lesquels Leonida Bissolati, se sont montrés réticents à accepter pleinement l'antinationalisme de Marx. De même, une certaine aile du socialisme est venue soutenir les guerres coloniales, notamment les syndicalistes révolutionnaires.  
Le socialisme national a trouvé une représentation politique au début du XXe siècle en Europe et en France particulièrement, mais aussi en Italie, en partie dans le fascisme des origines et plus tard dans la charte constitutive de la République sociale italienne. L'expression a depuis été utilisée pour décrire différentes formes de socialisme dans le monde, des divers socialismes du tiers monde au national-socialisme allemand.

### En France
En France, le socialisme national s'est développé à la fin du XIXe siècle sur une base populiste et antisémite, avant d'émerger réellement dans la première moitié du XXe siècle. L'un des premiers à avoir théorisé une forme de socialisme national est Antoine-Amédée-Marie-Vincent Manca-Amat de Vallombrosa, dit le Marquis de Morès. Le Marquis de Morès était un aristocrate et un aventurier français qui a voyagé à travers l'Amérique du Nord, où il s'est converti au socialisme, sans abandonner ses convictions nationalistes et antisémites. Morès a fondé le club politique parisien «Morès et ses amis», qui, selon l'historien Stanley G. Payne, combinait «un socialisme national extrême avec un socialisme économique limité, le racisme et l'action directe». L'une des premières publications de Morès était L'ouvrier, le 1er mai 1890. Dans cet article, il préconisait un socialisme relativement conventionnel, avec une assurance-accidents pour les ouvriers, un appel à une «cour suprême du peuple» pour juger «les voleurs de la fortune du peuple» et une «révision démocratique et sociale du code constitutionnel». Les publications ultérieures de Morès révèlent néanmoins une approche plus ciblée, complexe et idiosyncratique vis-à-vis du socialisme, en particulier avec le pamphlet de 48 pages publié en 1892, Rothschild, Ravachol et cia., où il attaquait les Juifs et leurs «alliés» : «les francs-maçons, la presse, la bourse et le péril rouge».
Parmi les nouveaux nationalistes radicaux de la fin du XIXe siècle, Maurice Barrès fut l'un des premiers à comprendre qu'il ne pouvait y avoir de véritable mouvement national si l'intégration des couches sociales les plus déshéritées de la communauté n'était pas garantie. La foule étant la véritable incarnation de la nation, le nationalisme devait se préoccuper de résoudre le problème social.
Mais, parallèlement, argumentait Barrès, un mouvement national ne pouvait être ni marxiste ni libéral, les deux doctrines promouvant toujours la «guerre civile» : guerre de classe ou guerre individualiste de tous contre tous. L'idée d'un «socialisme national» s'est rapidement répandue dans toute l'Europe. Dans de nombreux pays, certains théoriciens ont affirmé que la question sociale pouvait trouver une réponse au-delà du capitalisme libéral ou du socialisme de lutte des classes. La solution reposait sur l'idée d'établir la paix entre le prolétariat et l'ensemble du corps national afin de garantir la survie de la nation. Barrès argumentait ainsi en faveur d'un nationalisme social permettant la concorde sociale, concorde devant être basée sur la conciliation et la collaboration des classes au-delà de leurs propres intérêts divergents.
En 1902, le chef de la Fédération nationale des syndicats jaunes de France, Pierre Biétry, créa le Parti socialiste national. Ce mouvement reçut le soutien d'anciens amis de Paul Lanoir, des syndicats agricoles, de la Ligue de la Patrie française, d'anciens boulangistes de gauche, d'antisémites et d'anti-dreyfusards. Il y défendait un socialisme jaune. Le parti est cependant dissous en 1903.
En 1919, le socialiste Gustave Hervé voulut créer un deuxième parti socialiste national. Hervé dans sa jeunesse avait été un socialiste aux positions antimilitaristes et antinationalistes. À partir de 1912, il connut une évolution idéologique notable qui le conduisit à défendre des positions de plus en plus nationalistes. En 1919, un Parti socialiste national, fondé par Alexandre Zévaès, ancien député, avocat du meurtrier de Jean Jaurès, et Jacques Prolo existe déjà. Hervé, Jean Allemane, figure historique du mouvement ouvrier français et ancien communard, et Émile Tissier, un autre ancien guesdiste, les rejoignent. Cependant, le PSN n'obtient qu'un député aux élections législatives de 1919 au sein du Bloc national et végète. Hervé tenta de le ressusciter en 1925 sous le nom de «Parti de la République autoritaire». Cependant, en 1927, le nom était déjà redevenu Parti socialiste national. En 1932, il fut renommé Milice socialiste nationale, d'où émergea le francisme de Marcel Bucard. Marcel Bucard était cependant considéré comme étant éloigné idéologiquement du socialisme, promouvant au contraire un fascisme clérical et réactionnaire. L'aspect socialisant de ses théories sera plus marqué à partir de 1940, où il dénonça la Charte du travail comme étant trop bourgeoise et pas assez socialiste.
Le socialisme national a enfin été promu en France dans les années 1930 et 1940, décennies de montée du nazisme et du fascisme, notamment sous le régime de Vichy. En effet, une partie de la gauche s'est détournée du socialisme internationaliste pour défendre la révolution nationale promue par Pierre Laval et le maréchal Pétain. C'est le cas de Marcel Déat, de Ludovic-Oscar Frossard, de Paul Faure ou d'Adrien Marquet. Le socialisme national est aussi incarné à cette époque par Georges Valois et Hubert Lagardelle. En 1930, Déat publie Perspectives socialistes, un ouvrage théorique de réflexion sur la doctrine socialiste qui donne naissance à la pensée néosocialiste française. Dans cet article, il explique que l’État doit avoir un rôle privilégié dans la gestion de l'économie et la protection de la propriété privée. Il soutient le corporatisme et l'union des classes au service de l'État. Il propose de remplacer l'idéologie socialiste traditionnelle par la défense d'un anticapitalisme national et populaire, afin d'attirer les classes moyennes. Selon lui, les socialistes doivent s'opposer à la collectivisation et à la révolution, car le chaos est le credo des fascistes. En ces points, il s’oppose farouchement aux marxistes, mais se rapproche des planistes.

### En Italie
En Italie, dans les années 1910, Enrico Corradini prônait un nationalisme dit "social" en matière économique.
Les ferments nationalistes se sont manifestés lors de la guerre italo-turque de 1912, notamment à la veille de la Première Guerre mondiale par des représentants socialistes qui, en rompant avec le parti, se sont proclamés interventionnistes, se réclamant des idéaux patriotiques de la tradition du Risorgimento, avec l'objectif de l'achèvement de l'unification de l'Italie. Ils croyaient que la révolution sociale qui aurait complètement anéanti le système bourgeois de la Belle Époque du XIXe siècle ne pourrait naître que de la guerre victorieuse.
Parmi ceux qui se sont démarqués sur la ligne de front de la bataille nationaliste, ont figuré en plus de l'ancien directeur de Avanti! Benito Mussolini, d'autres personnalités, parmi lesquelles des syndicalistes comme Filippo Corridoni, des représentants du futurisme tels que Filippo Tommaso Marinetti, des socialistes irrédentistes comme Cesare Battisti, qui se sont rassemblés autour du nouveau journal dirigé par Benito Mussolini, Il Popolo d'Italia et dans la formation formée par lui-même, le Faisceau d'action révolutionnaire interventionniste, né pour essayer de rassembler toute la gauche interventionniste.
Après la Première Guerre mondiale, le socialisme national a développé l'idée d'une victoire mutilée et a attiré l'attention sur la situation des anciens combattants. Ces idées ont pris forme en 1919 lors de la fondation à Milan des Faisceaux italiens de combat et dans son manifeste, Le programme du San Sepolcro, où, outre la revendication de Fiume et de la Dalmatie, une politique de changement profond était de mise, notamment au niveau social. Pour autant, Mussolini ne se revendique plus à cette période du socialisme avec lequel il a définitivement rompu en 1917-1918, mais d'une nouvelle forme de syndicalisme corporatiste et progressiste.
Après la marche sur Rome de 1922 et la fusion avec les conservateurs nationaux de l'Association nationaliste italienne (ANI), le fascisme maintint des positions anti-libérales mais perdit toute connotation socialiste, s'orientant vers la création d'un véritable État totalitaire composé de corporations, adoptées dans le domaine du corporatisme socio-économique, avec la Charte du travail de 1927. En matière étrangère, le régime fasciste visait le développement des colonies, avec une ambition impériale évidente mais aussi pour donner une issue au chômage et aux mauvaises conditions d'une partie des paysans. Au même moment, la rhétorique fasciste décrivait la Seconde Guerre mondiale comme le choc de « l'Italie prolétarienne et fasciste », du « sang contre l'or », c'est-à-dire brandissant le « drapeau » d'une « guerre révolutionnaire » des nations prolétariennes, l'Italie et l'Allemagne, contre les « ploutocraties réactionnaires » occidentales.
Après la chute du régime en 1943, la création de la République sociale italienne et la naissance du nouveau Parti fasciste républicain, ces principes ont été repris dans le Manifeste de Vérone.
Au sein de la République sociale italienne, Mussolini a soutenu la création du Regroupement National-républicain Socialiste (R.N.R.S.), dirigé par l’ancien socialiste Edmondo Cione et d’autres anciens socialistes proches de Mussolini comme Carlo Silvestri ou Pulvio Zocchi, qui, sans se déclarer ouvertement fascistes, et se déclarant autonomes par rapport au PFR, ont tenté de fournir une couverture de gauche au nouveau régime mis en place par le Troisième Reich. On peut citer également Nicola Bombacci, l'un des fondateurs du parti communiste italien. La RSI avait dans son programme la réforme de la socialisation des entreprises et de l’économie pour laquelle Mussolini avait demandé l'aide de Bombacci, qui sera ensuite exécuté à Giulino avec Mussolini. La socialisation de l'économie promue par Mussolini défend la cogestion et la nationalisation de secteurs importants de l'économie, et s'éloigne ainsi de la socialisation au sens marxiste (propriété collective). De même, elle prévoit le droit à la propriété privée, la liberté d'initiative économique, le renforcement du pouvoir des corporations, le respect de la loi de l'offre et de la demande, la libre concurrence et l'accumulation libre de profits. 
Après la Seconde Guerre mondiale, en particulier lors des années de plomb, des groupes tels que Terza Posizione et Lotta di popolo prônaient le socialisme national. Actuellement le parti d'extrême droite Forza Nuova prône le socialisme national.

### En Allemagne
En Allemagne, le socialisme allemand a souvent combiné la vision nationaliste du pangermanisme avec des politiques sociales. C'est le cas par exemple d'Oswald Spengler qui, en 1919, rêvait dans son livre Sozialismus und Preußentum (Socialisme et prussianisme), d'un socialisme anti-égalitaire, hiérarchique et communautaire, tout comme Arthur Moeller van den Bruck ou Werner Sombart. Dans les années vingt, le national-bolchevisme est également né en Allemagne sur une base nationaliste et socialiste.
Le sociologue Werner Sombart a en effet parlé d'un socialisme national qui mettrait l'accent sur le «nouvel esprit» de l'Allemagne, à la fois national et social. Sombart a décrit sa conception du socialisme dans son livre de 1934, Deutscher Sozialismus (Socialisme allemand). Sombart a annoncé qu'un nouvel esprit commencerait à gouverner l'humanité, un esprit qui marque la fin de l'âge économique athée, matérialiste et égoïste. Ce nouvel esprit était incarné dans ce qu'il appelait le «socialisme allemand». Sombart disait qu'il ne peut exister «d'ordre social universellement valable, mais seulement un ordre particulièrement adapté à chaque nation particulière». Il opposait le socialisme allemand au libéralisme, où le socialisme allemand place «le bien-être de l'ensemble au-dessus du bien-être de l'individu» dans une perspective national-collectiviste. Sombart défend dans cet ouvrage une économie mixte, avec un secteur public planifié et un secteur privé où la concurrence serait de mise.
Mais c’est le national-socialisme, issu du parti politique dirigé par son idéologue principal Adolf Hitler, le NSDAP (Nationalsozialistische Deutsche Arbeiterpartei, Parti national-socialiste des travailleurs allemands), et qui est basé sur le programme politique indiqué dans le livre Mein Kampf, qui incarne le véritable socialisme national allemand, à travers la promotion d'un socialisme d'essence germanique et communautaire. Cependant, le national-socialisme allemand n'est pas considéré comme faisant partie du socialisme, au sens moderne du terme, selon Aloïs Schumacher. Cette classification fait notamment débat entre historiens. Hitler lui-même ne se revendiquait pas au départ socialiste, et s'était opposé à l'ajout du terme, préférant renommer le Parti ouvrier allemand en Parti social révolutionnaire, mais l'a accepté afin d'attirer les ouvriers vers le nationalisme dans un but électoraliste selon Johann Chapoutot, contre le marxisme et l'internationalisme.
Le national-socialisme exprime une forme nationaliste et totalitaire à visée ouvrière, opposée au socialisme international de type marxiste et matérialisé par une réaction aux inégalités économiques dans la société libérale allemande de la République de Weimar. Il existe une composante idéologique collectiviste et socialisante, même aux origines du nazisme, qui a suscité le soutien de militants du Parti communiste allemand, tel les SA. À partir de 1930, les positions du socialisme national ont été exercées uniquement par l'aile gauche du NSDAP, qui a ensuite fusionnée avec le Front noir d'Otto Strasser. Les frères Strasser ont été influencés par Ernst Niekisch. La gauche du parti a été éliminée en 1934 au cours de la nuit des longs couteaux, où Gregor Strasser, le frère aîné d'Otto, et Ernst Röhm ont été tué.
Parmi les points programmatiques figuraient les principes du Blut und Boden (Sang et terre) et du Brot und Arbeit (Pain et travail) qui voyaient dans l'État le garant suprême de la prospérité économique de la nation, de la sécurité, du travail des citoyens, de la réduction des disparités salariales, du maintien de la paix sociale, des justes profits des industriels ou encore du contrôle des banques et de certaines grandes entreprises.

### En Espagne
En Espagne, le socialisme national est notamment représenté par Ramiro Ledesma Ramos, fondateur du national-syndicalisme, membre des Juntas de Ofensiva Nacional-Sindicalista. Ce dernier s'est opposé au phalangisme de José Antonio Primo de Rivera qu'il considérait comme étant trop bourgeois, le phalangisme soutenant par exemple la propriété privée.

### En Argentine

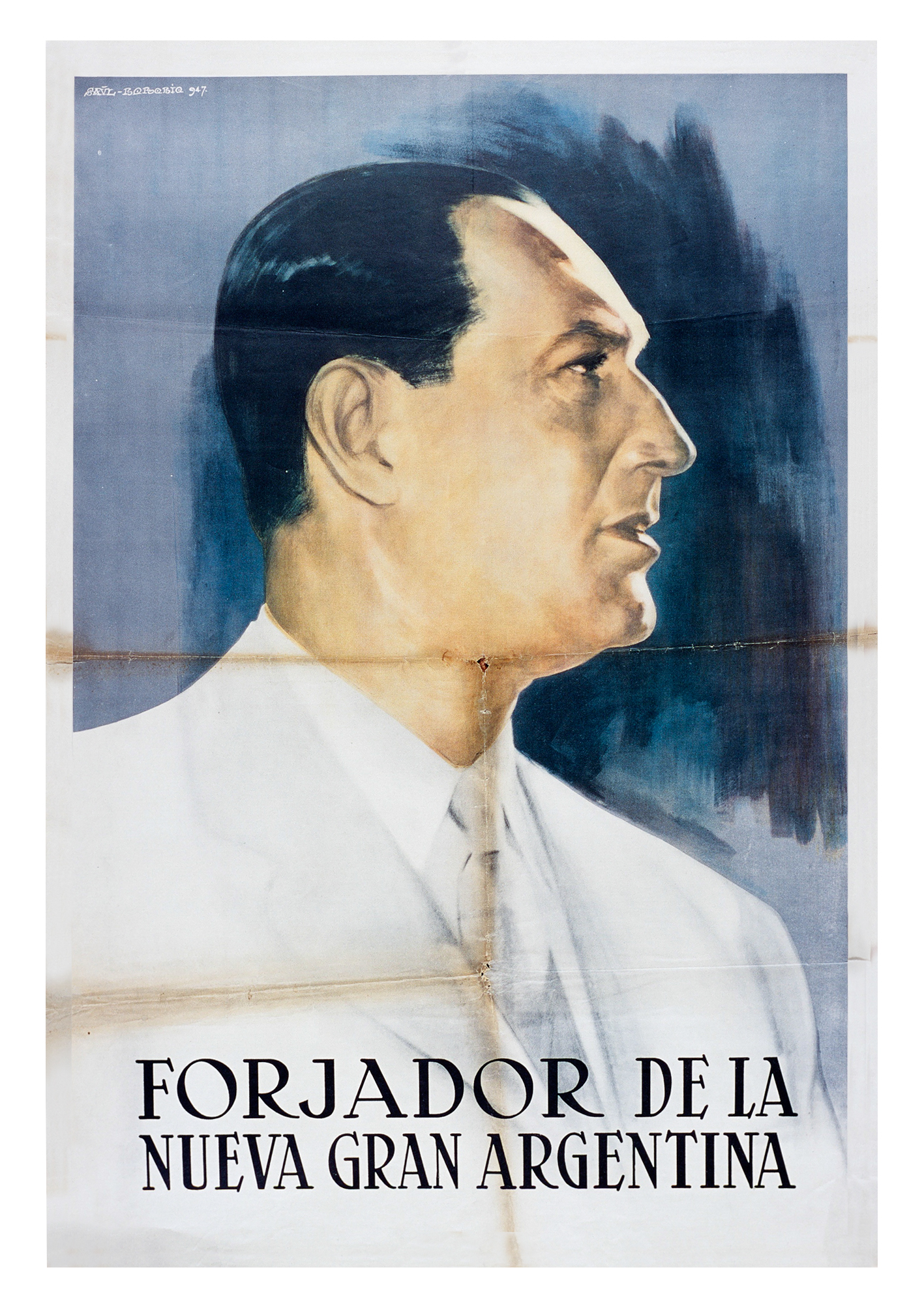
Forjador de la Nueva Argentina (Forgeur de la nouvelle Argentine, 1948), affiche conçue par Raúl Manteola et exposée au musée du Bicentenaire à Buenos Aires.

En Argentine, surtout à la fin des années 60 et au début des années 70, l'expression socialisme national est devenue très populaire, en particulier parmi les membres de la gauche péroniste, à partir du terme utilisé par Juan Perón depuis son exil. Perón a parlé de socialisme national pour faire référence à tous les socialismes du tiers monde et aux fascismes européens de l'entre-deux-guerres, qu'il a relaté. Il a inclus dans ce cadre son propre mouvement, le justicialisme. Selon le sens de Perón, il s'agirait de « socialismes nationaux », parmi lesquels le socialisme arabe, le socialisme africain et même la Chine après la rupture sino-soviétique. Ce terme doit être compris dans le contexte de la guerre froide qui, pour Perón, était une guerre entre deux impérialismes (celui de l'URSS et celui des États-Unis), Perón prônant un socialisme à égale distance des deux.
Le terme a été utilisé non seulement par le péronisme, mais également, dans le même contexte, par le courant de la gauche nationale, qui était le compagnon de route du péronisme à la même époque. La gauche nationale avait également une influence dans les pays voisins tels que la Bolivie, le Chili et l'Uruguay. En Uruguay en particulier, il a influencé le socialiste Vivian Trías, qui a écrit plusieurs essais sur le socialisme national.

### Socialismes du tiers-monde
Les divers socialismes du tiers-monde non-marxistes du XXe siècle ont également été considérés comme des "socialismes nationaux" par divers auteurs.
Ainsi, les divers socialismes arabes, les socialismes africains, le "chemin birman du socialisme", le socialisme malgache de Didier Ratsiraka à Madagascar et bien d'autres seraient des socialismes nationaux.

## Synonymes
L'expression de socialisme national est parfois utilisé comme synonyme du socialisme de droite, qui soutient le paternalisme, la hiérarchie et la solidarité par opposition à l'individualisme et au laissez-faire économique. Ce socialisme de droite, nationaliste et anti-libéral, serait représenté par le national-syndicalisme, le péronisme ou encore le socialisme prussien. Le socialisme national est aussi parfois synonyme du fascisme ou du nationalisme révolutionnaire.[réf. nécessaire]
Il existe également des similitudes entre le socialisme national et le national-communisme, représenté notamment par Jean Thiriart, le Parti communautaire national-européen ou encore le Parti français national-collectiviste.